# Födelsehemort
Födelsehemort är en svensk rättslig term som avser den ort där en person bor när den föds. Termen regleras i Folkbokföringslagen. Det är inte nödvändigtvis samma ort som födelseorten, den ort där personen rent fysiskt föds. Om ett barns föräldrar bor på en viss ort men barnet föds medan de är på besök någon annanstans i världen, räknas således föräldrarnas bostadsort ändå som barnets födelsehemort. Detsamma gäller även inom landet, när ett barn föds i en annan kommun än där modern är bosatt.

## Historik och användning
Begreppet födelsehemort används bland annat i svensk folkbokföring. Där bestäms födelsehemorten till den kommun där personens mor var folkbokförd när personen föddes; för personer födda före den 1 januari 2016 anges istället den församling i vilken modern var bosatt när barnet föddes, en ordning som var i bruk sedan 1947. Den rent fysiska platsen för nedkomsten, ofta ett sjukhus, anses inte som särskilt viktig och skulle ge ett överdrivet födelsetal för vissa församlingar eller kommuner i förhållande till andra.
För släktforskningsändamål är det viktigt att födelsehemorten är känd. Folkbokföringen sköts sedan 1991 hos skattemyndigheterna. Samtidigt överlämnade Svenska kyrkan de äldre folkbokföringsmaterialen till landsarkiven. Landsarkiven kan ofta bara ta fram information om en viss person, om födelsehemorten är känd. I folkbokföringsdatabasen sparas sedan den 1 januari 2016 en historisk uppgift om i vilket distrikt personens föräldrar var bosatta vid tidpunkten för födelsen. Distriktet motsvarar församlingsindelningen den 31 december 1999. Det går alltså att utöver uppgift om födelsehemortskommun ta fram vilket distrikt eller församling som personens föräldrar bodde i vid tidpunkten för födelsen.
I svenska pass anges, för personer födda i Sverige, födelsehemort och inte födelseort trots att det för aktuellt fält i passet står "födelseort/place of birth". Denna förändring gjordes i samband med att nya passämnen med blå pärm och inplastad fotosida togs i bruk 1989. Dessförinnan stod "födelse(hem)ort/place of birth".